# الجهاد في مواجهة عالم ماك
الجهاد في مواجهة عالم ماك (بالإنجليزية: Jihad vs. McWorld)‏ هو كتاب صادر سنة 1995 من تأليف العالم السياسي بنجامين باربر. وبين الكاتب أن الجهاد من القوى المناهضة للعولمة في جميع أنحاء العالم، بينما رمز بعالم ماك للقوى العولمية بكافة قطاعاتها السياسية والاقتصادية والاجتماعية وحتى الفنية.